# Atak na Anfę
Atak na Anfę – atak portugalskiej floty dowodzonej przez Ferdynanda, księcia Viseu na miasto Anfa (dzisiejsza Casablanca), wówczas jedno z najważniejszych miast w Maroku i bazę piratów, zakończony jego zniszczeniem w 1468 roku.
Anfa była jednym z najlepiej prosperujących miast w Maroku i zawdzięczała swoje bogactwo zarówno eksportowi pszenicy uprawianej na bardzo żyznych ziemiach wokół miasta, jak i temu, że była ważną bazą piratów. Importowała piękne jedwabne tkaniny, złoto i srebro z Granady; mieszkało w niej wielu kupców, a swoje rezydencje mieli tu przedstawiciele elit. Jak pisał Leo Africanus, z portu wyruszały liczne okręty, by atakować wybrzeża Półwyspu Iberyjskiego.
Ferdynand, książę Beja i Viseu, spadkobierca księcia Henryka Żeglarza oraz namiestnik zarówno Zakonu Santiago, jak i Zakonu Chrystusowego, chcąc odznaczyć się rycerskimi czynami, zgodził się spełnić życzenie króla Afonso V, aby zniszczyć miasto i zneutralizować zagrożenie, jakie stanowiło. Książę Ferdynand miał doświadczenie w teatrze afrykańskim i już wcześniej odznaczył się walcząc pod Alcácer Ceguer i Tangerem.
Przed atakiem na miasto książę Fernando wysłał fidalgo (szlachcica) ze swojego domu, rycerza Santiago i gubernatora Sines, Estevão da Gamę (ojca Vasco da Gamy), aby przeprowadził misję szpiegowską przebrany za handlarza figami. Gama należycie wypełnił swoją misję, gromadząc obserwacje o strukturach obronnych, krążąc po całym mieście i sprzedając swój ładunek fig z Algarve.
Dokładna liczba żołnierzy biorących udział w ekspedycji nie jest znana, ale mogło być ich nawet 10 000 na około 50 statkach. Gdy portugalska flota zbliżyła się do miasta, mieszkańcy uciekli do Rabatu i Salé. Miasto zostało splądrowane i prawie całkowicie zburzone przez armię portugalską, niektóre źródła podają, że Portugalczycy napotkali niewielki opór, inne – że żadnego. Leo Africanus tak opisał zniszczenia: 

...uderzyli na miasto tak gwałtownie, że wzięli je i splądrowali w jeden dzień, paląc domy i burząc mury w niezliczonych miejscach; aż po dziś pozostaje niezamieszkałe i gdy je odwiedziłem, nie mogłem powstrzymać łez. Większość domów, sklepów i meczetów wciąż stoi i rani oczy swymi ruinami, prezentując widok niezmiernie smutny.

Anfa pozostawała opuszczona przez trzy stulecia.